# Lútroforos

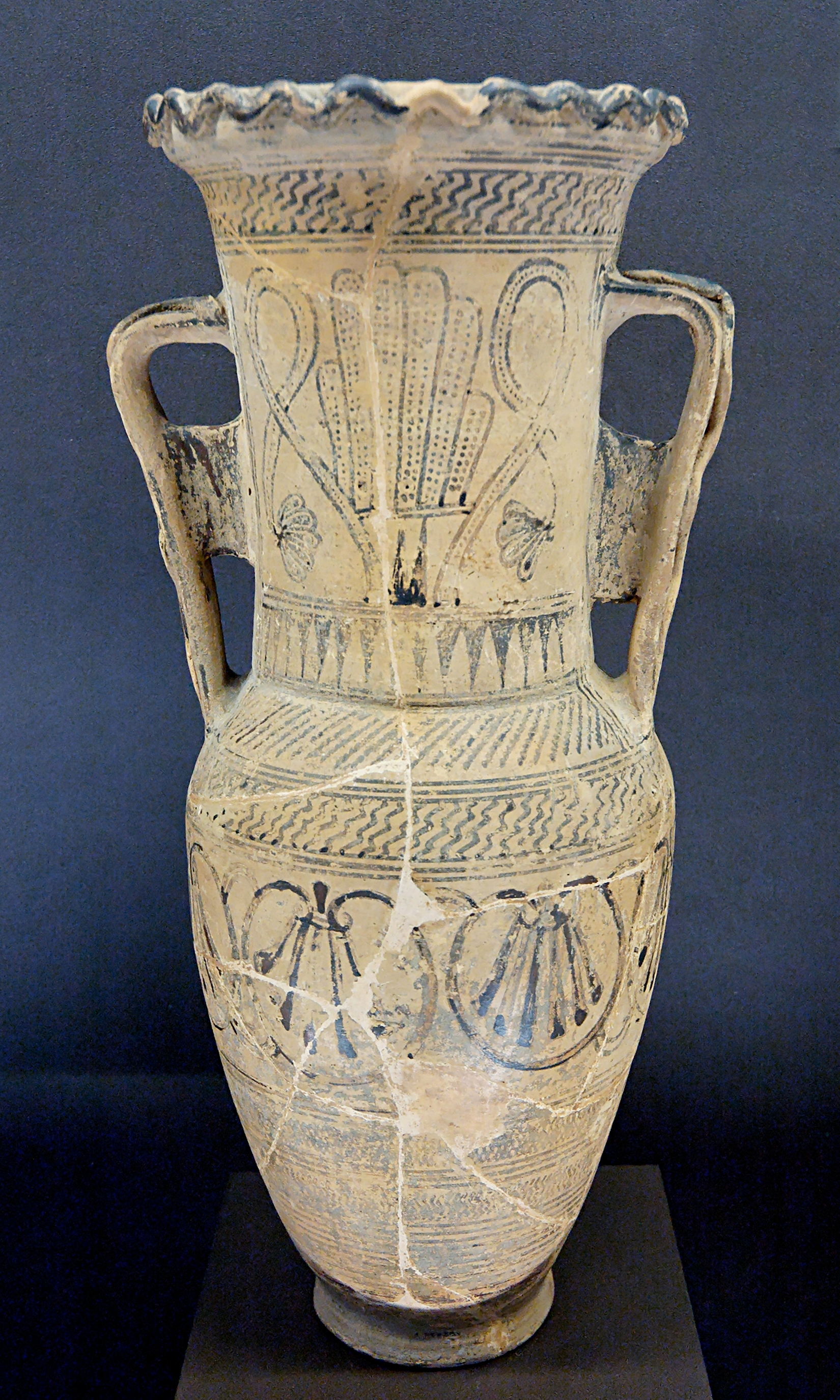
Lútroforos malíře Analata - Athény, 680 př. n. l.

Lútroforos (řecky lútron - koupel, ferein - nést, přinášet) je starověká řecká vysoká pohřební amfora s dlouhým úzkým hrdlem a dvěma vysokým zdobenými uchy. Ve svatební den se v lútroforech přinášela voda pro posvátnou lázeň. Těm lidem, kteří zemřeli jako svobodní, byla umisťována na hroby. Jejich dekorace z toho důvodu měly především svatební nebo pohřební motivy. Existují i lútrofory s válečnými scénami, o nichž se předpokládá, že byly vyrobeny pro zemřelé vojáky.